# 杭ヨウ駅
杭氧駅（こうようえき）は、中華人民共和国浙江省杭州市拱墅区東新路と長岳街交差点に位置する杭州地下鉄5号線の駅である。

## 歴史
- 2020年4月23日：開業[1]。

## 駅構造
島式ホーム1面2線を有する地下駅。 東新園側に引き上げ線が2線ある。

### のりば

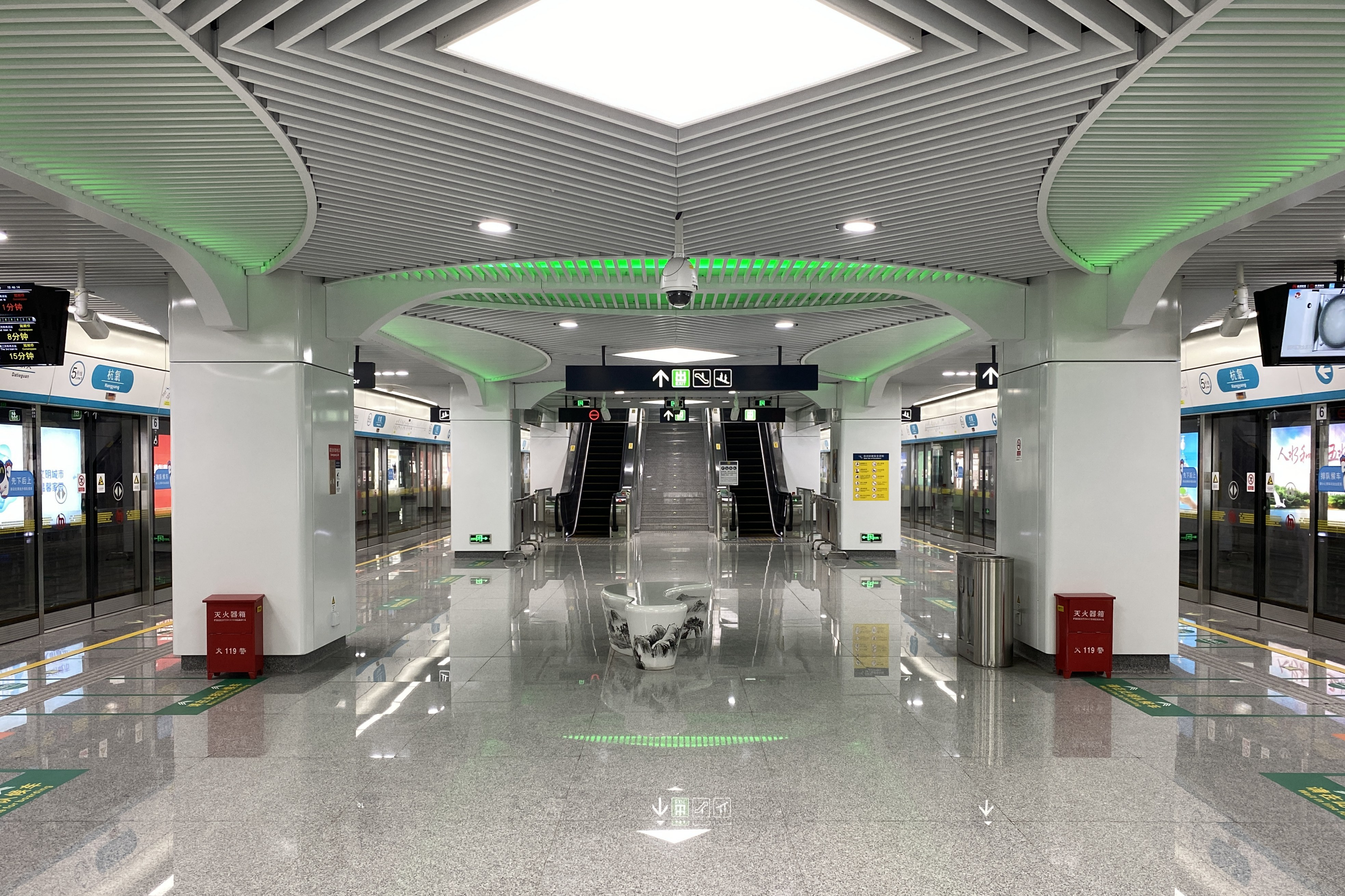
ホーム

| 番線       | 路線    | 行先                       |
| ---------- | ------- | -------------------------- |
| 北・西方面 | ■ 5号線 | 南湖東方面                 |
| 南・東方面 | ■ 5号線 | 城站・火車南站・姑娘橋方面 |

（出典：内部空间示意图）

## 駅周辺
- 中海・望廬雲起武林

## 隣の駅
杭州地下鉄
■ 5号線
東新園駅 - 杭氧駅 - 打鉄関駅